# Karl av Sachsen
Karl Kristian Josef av Sachsen, född den 13 juli 1733 i Dresden, död där den 16 juni 1796, var regerande hertig av Kurland från 1758 till 1763.

## Biografi
Karl var son till Polens kung kurfurst August III av Sachsen och Maria Josefa av Österrike. Han valdes till Kurlands hertig 1758. När Katarina den stora kom till makten år 1762 återinstallerade hon Kurlands förre hertig Ernst Johann von Biron i hans rättigheter och begärde att han skulle återfå sitt ämbete i Kurland. August III drog tillbaka sitt stöd till sonen, och Karl såg sig därför tvungen att avsäga sin tron.
Karl gifte sig år 1760 i hemlighet morganatiskt med Franciszka Corvin-Krasińska, som tillhörde den polska adeln. Paret fick en dotter, Maria Christina av Sachsen.